# Котлебовцы — Народная партия Наша Словакия
«Котлебовцы — Народная партия Наша Словакия» (словац. Kotlebovci – Ľudová strana Naše Slovensko), в 2010—2015 годах — Народная партия — наша Словакия (Ľudová strana — Naše Slovensko, ĽSNS), в 2015—2019 годах — Котлеба – Народная партия Наша Словакия (Kotleba – Ľudová strana Naše Slovensko) — крайне правая политическая партия Словакии.
Партия была создана в 2009 году ультраправым политиком неонацистского толка Марианом Котлебой. Партия позиционирует себя как правопреемница Глинковой словацкой народной партии времён Первой Словацкой республики. Партия активно продвигает политические кампании: евроскептицизма, антицыганского, антимигрантского и антимусульманского характера, апеллируя к защите словацкой национальной идентичности и защите традиционных христианских ценностей.
На парламентских выборах в Словакии в 2016 году заняла 5-е место, набрала 8,04 % и получила 14 мандатов в Национальном Совете Словацкой Республики.
На парламентских выборах в Словакии в 2020 году заняла 4-е место, набрала 7,97 % и получила 17 мандатов в Национальном Совете.